# Евтихиан (Лестев)
Архимандри́т Евтихиа́н (в миру Елпидифо́р Григо́рьевич Лестев; ок. 1787, село Городец, Нижегородская губерния — 1837, Солотча, Рязанская губерния) — архимандрит Русской православной церкви.

## Биография
Родился в семье священника Нижегородской епархии. Окончил Нижегородскую духовную семинарию (1808) и Санкт-Петербургскую духовную академию (1814) со степенью магистра богословия. Во время обучения, с 29 мая 1812 по 26 августа 1814 года состоял помощником библиотекаря академии.
Сразу после окончания академии был определён, 13 августа 1814 года, инспектором и профессором богословия Костромской духовной семинарии. Спустя пять лет, 28 июня 1819 года, был пострижен в монашество с именем Евтихиан в Костромском Богоявленском монастыре, 8 июля того же года рукоположен во иеродиакона, а 10 июля — во иеромонаха. Через год, 28 сентября 1820 года, он был назначен ректором Костромской семинарии; 2 января 1821 года возведён в сан игумена Богоявленского монастыря, а 10 января определён быть присутствующим в Костромской духовной консистории.
C 21 февраля 1821 года он — ректор Вологодской духовной семинарии и, после посвящения 6 апреля в архимандриты — настоятель Спасо-Прилуцкого монастыря.
В 1830 году был вызван в Санкт-Петербург на чреду священнослужения, по окончании которой, в январе 1831 года, возвратился в Вологду.
В 1831 году он был назначен архимандритом Богоявленского Пинского первоклассного монастыря Минской епархии.
В 1833 году назначен ректором Воронежской духовной семинарии, откуда был в 1834 году уволен на покой в рязанский Солотчинский монастырь, где скончался и был похоронен в 1837 году.